# Det är ett fast ord
Det är ett fast ord är en sång från 1876 med text och musik av Joël Blomqvist. Texten bearbetades 1948 och 1986 av Gunnar Melkstam. Psalmen har sju 4-radiga verser. Texten är hämtad från Första Timotheosbrevet 1:15.

## Publicerad i
- Det glada budskapet 1890 som nr 1 med titel som inledningsraden. 3 av de sju verserna är medtagna.
- Herde-Rösten 1892 som nr 275 under rubriken "Samlingssånger".
- Fridstoner 1926 som nr 48 under rubriken "Frälsnings- och helgelsesånger".
- Frälsningsarméns sångbok 1929 som nr 4 under rubriken "Frälsningen i Kristus".
- Musik till Frälsningsarméns sångbok 1930 som nr 4.
- Segertoner 1930 som nr 25 under rubriken "Frälsningen".
- Sionstoner 1935 som nr 252 under rubriken "Nådens medel: Ordet".
- Guds lov 1935 som nr 112 under rubriken "Pingstsånger".
- Musik till Frälsningsarméns sångbok 1945 nr 10.
- Frälsningsarméns sångbok 1946 som nr 10.
- Sions Sånger 1951 som nr 26.
- Segertoner 1960 som nr 27.
- Frälsningsarméns sångbok 1968 som nr 12 under rubriken "Frälsning".
- Sions Sånger 1981 som nr 39 under rubriken "Guds ord".
- Lova Herren 1988 som nr 748 under rubriken "Mission".
- Psalmer och Sånger 1987 som nr 456 under rubriken "Kyrkan och nådemedlen - Vittnesbörd - tjänst - mission".[2]
- Segertoner 1988 som nr 418 under rubriken "Den kristna gemenskapen - Vittnesbörd - tjänst - mission".[1]
- Frälsningsarméns sångbok 1990 som nr 332 under rubriken "Frälsning".
- Sångboken 1998 som nr 13.
- Lova Herren 2020 som nr 583.